# Coenonympha clite
Coenonympha clite är en fjärilsart som beskrevs av Jacob Hübner 1803. Coenonympha clite ingår i släktet Coenonympha och familjen praktfjärilar. Inga underarter finns listade i Catalogue of Life.